# Capellinia
Capellinia Trinchese, 1873 è un genere di molluschi nudibranchi della famiglia Eubranchidae.

## Tassonomia
Il genere comprende le seguenti specie:
- Capellinia doriae Trinchese, 1874 - specie tipo
- Capellinia fustifera (Lovén, 1846)
- Capellinia fuscannulata K.P. Rao, 1968 (taxon inquirendum)

Sinonimi
- Capellinia capellinii (Trinchese, 1879) = Eubranchus capellinii (Trinchese, 1879)
- Capellinia conicla Er. Marcus, 1958 = Eubranchus conicla (Er. Marcus, 1958)
- Capellinia rustya Marcus, 1961 = Eubranchus rustyus (Er. Marcus, 1961)